# Clarksville (Clark County, Indiana)
Clarksville ist eine Stadt mit dem Status „Town“ im Clark County im US-Bundesstaat Indiana.
Im Jahr 2010 hatte Clarksville 21.724 Einwohner.

## Geographie
Nach Angaben der United States Census 2010 erstreckt sich das Stadtgebiet von Clarksville über eine Fläche von 26,34 Quadratkilometer (10,17 Quadratmeilen). Im Osten grenzt die Gemeinde an Jeffersonville, im Norden an Sellersburg und im Süden an Louisville in Kentucky. Die Stadt ist Teil der Louisville Metropolregion. Der Falls of the Ohio State Park liegt innerhalb des Stadtgebietes.

## Geschichte
Die Stadt wurde 1783 gegründet und gehört zu den ältesten Gemeinden im Nordwestterritorium. Benannt wurde sie nach dem Gründer George Rogers Clark, einem General im amerikanischen Bürgerkrieg. Die Restaurantkette Texas Roadhouse wurde 1993 in Clarksville gegründet.

## Bevölkerung
Laut United States Census 2010 lebten in Clarksville 21.724 Menschen verteilt auf 9.175 Haushalte und 5.464 Familien. Die Bevölkerungsdichte betrug 841,4 Einwohner pro Quadratkilometer.
Die Bevölkerung setzte sich 2010 aus 85,1 % Weißen, 5,6 % Afroamerikanern, 0,7 % Asiaten und 0,3 % amerikanischen Ureinwohnern zusammen. 5,7 % der Bevölkerung stammten aus anderen ethnischen Gruppen und 2,5 % stammten von zwei oder mehr Ethnien ab. Von den damals 21.724 Einwohnern waren 22,9 % unter 18 Jahre und in 13,9 % der Haushalten lebten Menschen, die 65 Jahre oder älter waren. 48,0 % der Einwohner waren weiblich.

### Bevölkerungsentwicklung
| Jahr                     | 1950  | 1960  | 1970   | 1980   | 1990   | 2000   | 2010   | 2014   |
| Einwohner                | 5.905 | 8.088 | 13.298 | 15.164 | 19.833 | 21.400 | 21.724 | 21.879 |
| Quelle: US Census Bureau |       |       |        |        |        |        |        |        |

## Städtepartnerschaften
- Bewdley im Vereinigten Königreich seit 1998
- Melton Mowbray im Vereinigten Königreich, seit 1999
- La Garenne-Colombes in Frankreich, seit 2008[4]